# (11657) Antonhajduk
(11657) Antonhajduk est un astéroïde de la ceinture principale.

## Description
(11657) Antonhajduk est un astéroïde de la ceinture principale. Il fut découvert le 5 mars 1997 à Modra par Adrián Galád et Alexander Pravda. Il présente une orbite caractérisée par un demi-grand axe de 2,29 UA, une excentricité de 0,19 et une inclinaison de 2,6° par rapport à l'écliptique.

## Compléments